# Chiesa cattolica nello Yemen

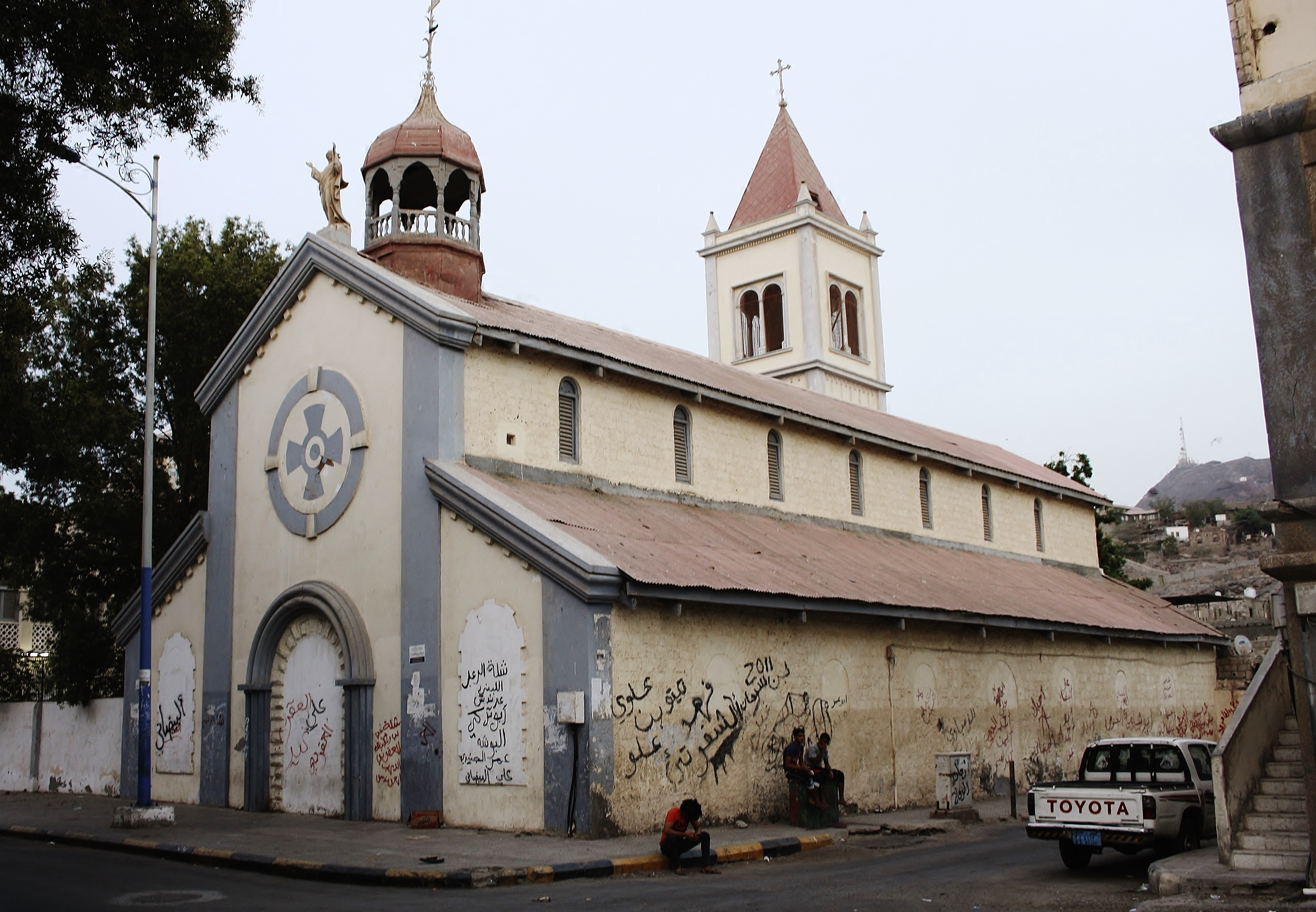
Chiesa di San Francesco d'Assisi ad Aden nel 2013

La Chiesa cattolica nello Yemen è parte della Chiesa cattolica universale, sotto la guida spirituale del Papa e della Santa Sede.

## Storia
La presenza cristiana nella parte meridionale della Penisola araba è databile al IV secolo, con una presenza più massiccia dal VI secolo. Con l'arrivo dell'islam, nel VII secolo, la quasi totalità della popolazione si convertì alla religione musulmana.
Il numero dei cristiani tornò a crescere in epoca moderna, grazie soprattutto ai commerci con i Paesi europei, a partire dal XIX secolo. La prima missione cattolica venne fondata nel 1841 ad Aden e fu affidata ai Servi di Maria.

## Situazione
I cattolici costituiscono una presenza minoritaria in un paese a larga maggioranza islamica.
Oggi nel Paese esistono 4 parrocchie cattoliche: a Sana'a, Aden, Ta'izz e al-Hudayda.
Non esistono invece diocesi cattoliche nello Yemen; il territorio del Paese è compreso nel vicariato apostolico dell'Arabia meridionale, con sede ad Abu Dhabi, negli Emirati Arabi Uniti.
Durante la guerra civile in corso, le istituzioni cattoliche hanno subito degli attentati: il 15 e 16 settembre 2015 è stata saccheggiata e bruciata la parrocchia della Sacra Famiglia a Aden, mentre il 3 marzo 2016 è stato attaccato il convento delle missionarie della carità sempre di Aden, con un bilancio di almeno 16 morti fra cui quattro suore e l'unico sacerdote della provincia disperso (probabilmente rapito). Entrambi questi attacchi sono stati attribuiti dai media ad Al-Qāʿida.

## Legislazione in materia religiosa
Nella Costituzione promulgata nel 1991 l'islam è dichiarato religione di Stato. Inoltre l'articolo 3 della Carta fondamentale stabilisce che “la shari'a islamica è la fonte di tutte le legislazioni”. Convertirsi a un'altra religione o rinunciare all'islam è considerato apostasia ed è un reato capitale, che può essere punito anche con la pena di morte.. I cristiani quindi non possono svolgere alcuna opera di evangelizzazione.

## Nunziatura apostolica
Dal 13 ottobre 1998 Santa Sede e Yemen hanno stabilito relazioni diplomatiche: è stata, così, costituita la nunziatura apostolica, separandola dalla delegazione apostolica nella Penisola Arabica. Il nunzio apostolico è anche delegato apostolico nella Penisola Arabica e nunzio apostolico negli Emirati Arabi Uniti, dove risiede nella capitale Abu Dhabi.

### Nunzi apostolici
- Giuseppe De Andrea † (28 giugno 2001 - 27 agosto 2005 ritirato)
- Paul-Mounged El-Hachem † (27 agosto 2005 - 2 dicembre 2009 ritirato)
- Petar Rajič (27 marzo 2010 - 15 giugno 2015 nominato nunzio apostolico in Angola e a São Tomé e Príncipe)
- Francisco Montecillo Padilla (30 luglio 2016 - 17 aprile 2020 nominato nunzio apostolico in Guatemala)
- Christophe Zakhia El-Kassis, dal 22 luglio 2024